# Mistrzostwa Świata w Szermierce 1962
Mistrzostwa Świata w Szermierce 1962 – 31. edycja mistrzostw odbyła się w argentyńskim mieście Buenos Aires.

## Klasyfikacja medalowa
| Lp. | Państwo | złoto | srebro | brąz | Razem |
| --- | ------- | ----- | ------ | ---- | ----- |
| 1   | Węgry   | 3     | 3      | 1    | 7     |
| 2   | ZSRR    | 2     | 2      | 2    | 6     |
| 3   | Polska  | 1     | 2      | 1    | 4     |
| 4   | Francja | 1     | -      | 2    | 3     |
| 5   | Rumunia | 1     | -      | -    | 1     |
| 6   | Szwecja | -     | 1      | -    | 1     |
| 7   | RFN     | -     | -      | 1    | 1     |
| -   | Włochy  | -     | -      | 1    | 1     |

## Medaliści

### Mężczyźni
| Złoto | Srebro | Brąz |
| Floret | | |
| Gierman Swiesznikow                                                                                           | Witold Woyda                                                                                               | Jürgen Brecht |
| ZSRR · Gierman Swiesznikow · Jurij Sisikin · Mark Midler · Wiktor Żdanowicz · Jurij Osipow · Jewgienij Riumin | Węgry · József Gyuricza · Jenő Kamuti · László Kamuti · Kazmer Pacsery · József Sákovics · Sándor Szabó    | Polska · Egon Franke · Henryk Nielaba · Janusz Różycki · Zbigniew Skrudlik · Ryszard Parulski · Witold Woyda                   |
| Szpada | | |
| István Kausz                                                                                                  | Tamás Gábor                                                                                                | Yves Dreyfus |
| Francja · Yves Dreyfus · Jacques Guittet · Gérard Lefranc · Claude Bourquard                                  | Szwecja · Göran Abrahamsson · Ivar Genesjö · Hans Lagerwall · Orvar Lindwall · John Sandwall               | ZSRR · Arnold Czernuszewicz · Walentin Czernikow · Bruno Habārovs · Dmitrij Lulin · Aleksiej Nikanczikow · Aleksandr Pawłowski |
| Szabla | | |
| Zoltán Horváth                                                                                                | Jerzy Pawłowski                                                                                            | Claude Arabo |
| Polska · Jerzy Pawłowski · Ryszard Zub · Andrzej Piątkowski · Emil Ochyra · Egon Franke                       | Węgry · Péter Bakonyi · József Gyuricza · Zoltán Horváth · Tamás Mendelényi · Miklós Meszéna · Tibor Pézsa | ZSRR · Umiar Mawlichanow · Nugzar Asatiani · Lew Kuzniecow · Mark Rakita · Jakow Rylski · Walerij Żytnyj                       |

### Kobiety
| Złoto                                                                                             | Srebro | Brąz                                                                                                   |
| Floret                                                                                            | | |
| Olga Orban-Szabo                                                                                  | Galina Gorochowa | Katalin Juhász-Nagy                                                                                    |
| Węgry · Mária Gulácsy · Magdolna Nyári-Kovács · Katalin Juhász-Nagy · Ildikó Rejtő · Paula Marosi | ZSRR · Swietłana Baranowa · Galina Gorochowa · Walentina Prudskowa · Walentina Rastworowa · Tatjana Pietrienko-Samusienko · Aleksandra Zabielina | Włochy · Irene Camber · Bruna Colombetti · Giovanna Masciotta · Antonella Ragno · Natalina Sanguinetti |